# 11º Congresso degli Stati Uniti d'America
L'11º Congresso degli Stati Uniti d'America, formato dal Senato e dalla Camera dei rappresentanti, si è riunito presso il Campidoglio di Washington, D.C. dal 4 marzo 1809 al 4 marzo 1811 durante il primo e il secondo anno della presidenza di James Madison. In questo Congresso il Partito Democratico-Repubblicano ha mantenuto il controllo della maggioranza sia al Senato che alla Camera.

## Contesto ed eventi importanti
Il Congresso dovette ancora affrontare il tema del suo ruolo nell'ambito del grande conflitto europeo napoleonico. La politica di neutralità, stabilita dalla precedente presidenza Jefferson, continuò ad essere perseguita dal Congresso. Tuttavia, su iniziativa del nuovo presidente Madison, il Congresso dovette più volte affrontare il tema delle imbarcazioni commerciali statunitensi intercettate e sequestrate dalle potenze belligeranti nei mari dell'Atlantico e del Mediterraneo e diversi provvedimenti legislativi cercarono di dissuadere tali comportamenti. D'altra parte, comunque, il conflitto in Europa avvantaggiò la posizione neutrale degli Stati, i quali se ne approfittarono chiaramente per continuare la propria opera di allargamento dei propri confini nel continente americano. L'acquisizione della Florida occidentale a discapito della Spagna è un passo sicuro in questa direzione.

### Cronologia
- 4 marzo 1809 - Comincia ufficialmente la presidenza di James Madison.
- 5 maggio 1809 - Mary Dixon Kies ottiene il brevetto per la sua tecnica di filatura ed è la prima donna ad ottenere un brevetto negli Stati Uniti[2].
- 11 ottobre 1809 - Muore in circostanze misteriose l'esploratore Meriwether Lewis. Lewis si trovava in Tennessee lungo la Natchez Trace in un ennesimo viaggio di esplorazione.
- John Jacob Astor fonda la Pacific Fur Company.
- 8 settembre 1810 - Dalla baia di New York salpa la Tonquin, un'imbarcazione di proprietà della Pacific Fur Company. Dopo sei mesi di navigazione, la Tonquin ha circumnavigato l'America del Sud ed è risalita a nord fino alla foce del fiume Columbia, dove gli uomini di Astor fondano la base commerciale di Fort Astoria.
- 23 settembre 1810 - Dopo mesi di preparazione, un gruppo di uomini armati assalta il forte spagnolo di Fort San Carlos a Baton Rouge e uccide due soldati spagnoli della guarnigione. Successivamente proclamano la nascita della Repubblica della Florida occidentale, in una porzione di territorio contesa tra Spagna e Stati Uniti. La rivolta è segretamente appoggiata dagli Stati Uniti, con il presidente Madison che ha da tempo incaricato i governatori dei Territori di Orleans e di Mississippi (William C.C. Claiborne e David Holmes) di informarlo su ulteriori sviluppi e di prendere il controllo della rivolta.
- 27 ottobre 1810 -  La repubblica della Florida occidentale viene annessa agli Stati Uniti. L'opera di pressione di Claiborne e, soprattutto, di Holmes ha costretto i capi della rivolta secessionista ad accettare la protezione dell'esercito statunitense contro il minaccioso nemico spagnolo, intenzionato a recuperare il controllo nella regione.
- 8-10 gennaio 1811 - Nel Territorio di Orleans scoppia una rivolta promossa dagli schiavi afroamericani sulla riva orientale del fiume Mississippi. Partiti dalle piantagioni di barbabietole vicino all'odierna LaPlace, gli schiavi cominciarono a radunarsi e a confrontarsi con le milizie degli schiavisti, mettendo a ferro e fuoco le piantagioni che incontrano sulla strada. Dopo due giorni la rivolta viene sedata: fra condannati a morte e decessi negli scontri, si contano 95 vittime fra gli schiavi.
- 22 gennaio 1811 - Sulla scia della guerra d'indipendenza messicana (scoppiata nel settembre del 1810) a San Antonio, nel Texas spagnolo Juan Bautista de las Casas (ex militare in congedo) conduce una rivolta e prende il controllo della città e arresta il governatore filospagnolo Manuel María de Salcedo. La rivolta finirà due mesi dopo, quando i militari guidati da las Casas gli si rivolteranno contro.
- 22 marzo 1811 - Il consiglio comunale della città di New York approva il piano urbanistico per l'isola di Manhattan. Lo schema delle strade pianificate dal progetto sono in gran parte quelle che ancora oggi segnano il volto attuale dell'isola di Manhattan.

## Atti legislativi approvati più importanti
- 14 maggio 1810: 2 Stat. 605, ch. 39 (An Act concerning the commercial intercourse between the United States and Great Britain and France, and their dependencies, and for other purposes) - La legge revoca l'embargo contro Gran Bretagna e Francia per un periodo di tre mesi. Se in tale periodo di tempo uno dei due paesi avesse interrotto i sequestri contro navi statunitensi, gli Stati Uniti promettevano di riattivare l'embargo nei confronti dell'altro paese belligerante. Napoleone inviò subito una dichiarazione in tal senso rivolta agli Stati Uniti, sollevando l'ira degli inglesi. Il presidente Madison, piuttosto contrario a questa legge, in un primo tempo accettò la promessa di Napoleone ma poi la rigettò per non inasprire ancora di più i rapporti con la Gran Bretagna. Tuttavia il danno era ormai fatto: la guerra del 1812 contro l'Impero britannico era ormai alle porte.

## Partiti

### Senato
|                               | Partiti         | Partiti |         |   |
| ----------------------------- | --------------- | ------- | ------- | - |
|                               |                 |         |         |   |
| Democratico-Repubblicano (DR) | Federalista (F) | Totali  | Vacanti |   |
| Congresso precedente          | 28              | 6       | 34      | 0 |
|                               |                 |         |         |   |
| Inizio                        | 26              | 7       | 33      | 1 |
| Fine                          | 26              | 8       | 34      | 0 |
| % Fine                        | 76,5%           | 23,5%   |         |   |
|                               |                 |         |         |   |
| Inizio Congresso successivo   | 28              | 6       | 34      | 0 |

### Camera dei rappresentanti
|                             | Partiti                       | Partiti         |        |         |
| --------------------------- | ----------------------------- | --------------- | ------ | ------- |
|                             |                               |                 |        |         |
|                             | Democratico-Repubblicano (DR) | Federalista (F) | Totali | Vacanti |
| Congresso precedente        | 115                           | 27              | 142    | 0       |
|                             |                               |                 |        |         |
| Inizio                      | 93                            | 49              | 142    | 0       |
| Fine                        | 93                            | 48              | 141    | 1       |
| % Fine                      | 66,0%                         | 34,0%           |        |         |
|                             |                               |                 |        |         |
| Inizio Congresso successivo | 106                           | 36              | 142    | 0       |

## Leadership

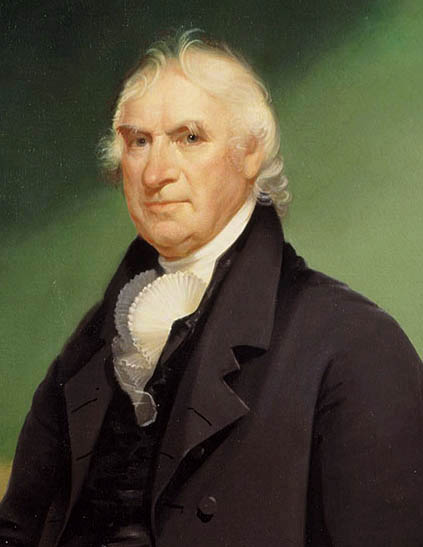
Il presidente del Senato George Clinton.

### Senato
- Presidente: George Clinton (DR)
- Presidente pro tempore: John Milledge (DR)
  - Andrew Gregg (DR), dal 26 giugno 1809
  - John Gaillard (DR), dal 28 febbraio 1810
  - John Pope (DR), dal 28 febbraio 1811

### Camera dei rappresentanti
- Speaker: Joseph B. Varnum (DR)

## Membri

### Senato
I senatori sono eletti ogni due anni e ad ogni Congresso ne viene rinnovato un terzo. Prima del nome di ogni senatore viene indicata la "classe", ovvero il ciclo di elezioni in cui è stato eletto. Nell'11º Congresso sono stati sottoposti ad elezione i senatori di classe 2.
Carolina del Nord
- 2. James Turner (DR)
- 3. Jesse Franklin (DR)

Carolina del Sud
- 2. Thomas Sumter (DR), fino al 16 dicembre 1810

     John Taylor (DR), dal 31 dicembre 1810
- 3. John Gaillard (DR)

Connecticut
- 1. James Hillhouse (F), fino al 10 giugno 1810

     Samuel W. Dana (F), dal 4 dicembre 1810
- 3. Chauncey Goodrich (F), dal 25 ottobre 1807

Delaware
- 1. Samuel White (F), fino al 4 novembre 1809

     Outerbridge Horsey (F), dal 12 gennaio 1810
- 2. James A. Bayard (F)

Georgia
- 2. William H. Crawford (DR)
- 3. John Milledge (DR), fino al 14 novembre 1809

     Charles Tait (DR), dal 27 novembre 1809
Kentucky
- 2. Buckner Thruston (DR), fino al 18 dicembre 1809

     Henry Clay (DR), dal 4 novembre 1810
- 3. John Pope (DR)

Maryland
- 1. Samuel Smith (DR)
- 3. Philip Reed (DR)

Massachusetts
- 1. James Lloyd (F)
- 2. Timothy Pickering (F)

New Hampshire
- 2. Nicholas Gilman (DR)
- 3. Nahum Parker (DR), fino al 1º giugno 1810
  - Charles Cutts (F), dal 21 giugno 1810

New Jersey
- 1. John Lambert (DR)
- 2. Aaron Kitchell (DR), fino al 12 marzo 1809

     John Condit (DR), dal 21 marzo 1809
New York
- 1. Obadiah German (DR)
- 3. John Smith (DR)

Ohio
- 1. Return J. Meigs, Jr. (DR), fino al 10 dicembre 1810

     Thomas Worthington (DR), dal 15 dicembre 1810
- 3. Stanley Griswold (DR), dal 18 maggio 1809 all'11 dicembre 1809

     Alexander Campbell (DR), dall'11 dicembre 1809
Pennsylvania
- 1. Michael Leib (DR)
- 3. Andrew Gregg (DR)

Rhode Island
- 1. Francis Malbone (F), fino al 4 giugno 1809

     Christopher G. Champlin (F), dal 26 giugno 1809
- 2. Elisha Mathewson (DR)

Tennessee
- 1. Joseph Anderson (DR)
- 2. Daniel Smith (DR), fino al 31 marzo 1809

     Jenkin Whiteside (DR), dall'11 aprile 1809
Tennessee
- 1. Jonathan Robinson (DR)
- 3. Stephen R. Bradley (DR)

Virginia
- 1. Richard Brent (DR)
- 2. William B. Giles (DR)

### Camera dei rappresentanti

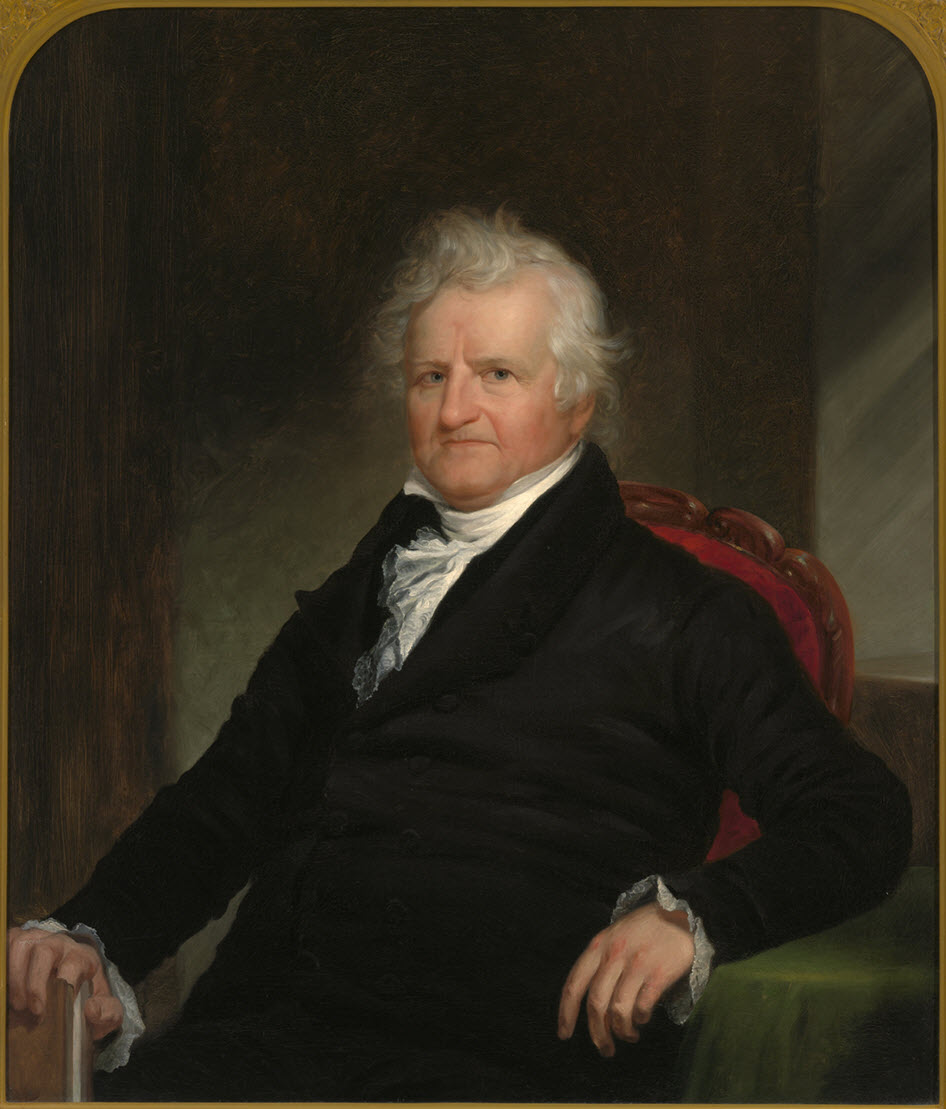
Lo speaker della Camera dei rappresentanti Joseph B. Varnum.

Nell'elenco, prima del nome del membro, viene indicato il distretto elettorale di provenienza o se quel membro è stato eletto in un collegio unico (at large).
Carolina del Nord
- 1. Lemuel Sawyer (DR)
- 2. Willis Alston (DR)
- 3. William Kennedy (DR)
- 4. John Stanly (F)
- 5. Thomas S. Kenan (DR)
- 6. Nathaniel Macon (DR)
- 7. Archibald McBryde (F)
- 8. Richard Stanford (DR)
- 9. James Cochran (DR)
- 10. Joseph Pearson (F)
- 11. James Holland (DR)
- 12. Meshack Franklin (DR)

Carolina del Sud
- 1. Robert Marion (DR), fino al 4 dicembre 1810

     Langdon Cheves (DR), dal 31 dicembre 1810
- 2. William Butler, Sr. (DR)
- 3. Robert Witherspoon (DR)
- 4. John Taylor (DR), fino al 30 dicembre 1810

     Vacante, dal 30 dicembre 1810
- 5. Richard Winn (DR)
- 6. Joseph Calhoun (DR)
- 7. Thomas Moore (DR)
- 8. Lemuel J. Alston (DR)

Connecticut
- At-large. Epaphroditus Champion (F)
- At-large. Samuel W. Dana (F), fino al 10 maggio 1810

     Ebenezer Huntington (F), dall'11 ottobre 1810
- At-large. John Davenport (F)
- At-large. Jonathan O. Moseley (F)
- At-large. Timothy Pitkin (F)
- At-large. Lewis B. Sturges (F)
- At-large. Benjamin Tallmadge (F)

Delaware
- At-large. Nicholas Van Dyke (F)

Georgia
- At-large. William W. Bibb (DR)
- At-large. Howell Cobb (DR)
- At-large. Dennis Smelt (DR)
- At-large. George M. Troup (DR)

Kentucky
- 1. Matthew Lyon (DR)
- 2. Samuel McKee (DR)
- 3. Henry Crist (DR)
- 4. Richard M. Johnson (DR)
- 5. Benjamin Howard (DR), fino al 10 aprile 1810

     William T. Barry (DR), dall'8 agosto 1810
- 6. Joseph Desha (DR)

Maryland
- 1. John Campbell (F)
- 2. Archibald Van Horne (DR)
- 3. Philip B. Key (F)
- 4. Roger Nelson (DR), fino al 14 maggio 1810

     Samuel Ringgold (DR), dal 15 ottobre 1810
- 5. Alexander McKim (DR)
- 5. Nicholas R. Moore (DR)
- 6. John Montgomery (DR)
- 7. John Brown (DR), fino al 1810

     Robert Wright (DR), dal 29 novembre 1810
- 8. Charles Goldsborough (F)

Massachusetts
- 1. Josiah Quincy III (F)
- 2. Benjamin Pickman, Jr. (F)
- 3. Edward St. Loe Livermore (F)
- 4. Joseph B. Varnum (DR)
- 5. William Ely (F)
- 6. Samuel Taggart (F)
- 7. William Baylies (F), fino al 28 giugno 1809

     Charles Turner, Jr. (DR), dal 28 giugno 1809
- 8. Gideon Gardner (DR)
- 9. Laban Wheaton (F)
- 10. Jabez Upham (F), fino al 1810

     Joseph Allen (F), dall'8 ottobre 1810
- 11. William Stedman (F), fino al 16 luglio 1810

     Abijah Bigelow (F), dall'8 ottobre 1810
- 12. Ezekiel Bacon (DR)
- 13. Ebenezer Seaver (DR)
- 14. Richard Cutts (DR)
- 15. Ezekiel Whitman (F)
- 16. Orchard Cook (DR)
- 17. Barzillai Gannett (DR)

New Hampshire
- At-large. Daniel Blaisdell (F)
- At-large. John C. Chamberlain (F)
- At-large. William Hale (F)
- At-large. Nathaniel A. Haven (F)
- At-large. James Wilson I (F)

New Jersey
- At-large. Adam Boyd (DR)
- At-large. James Cox (DR), fino al 12 settembre 1810

     John A. Scudder (DR), dal 31 ottobre 1810
- At-large. William Helms (DR)
- At-large. Jacob Hufty (DR)
- At-large. Thomas Newbold (DR)
- At-large. Henry Southard (DR)

New York
- 1. Ebenezer Sage (DR)
- 2. William Denning (DR), fino alla fine di aprile 1810

     Samuel L. Mitchill (DR), dal 4 dicembre 1810
- 2. Gurdon S. Mumford (DR)
- 3. Jonathan Fisk (DR)
- 4. James Emott (F)
- 5. Barent Gardenier (F)
- 6. Herman Knickerbocker (F)
- 6. Robert Le Roy Livingston (F)
- 7. Killian K. Van Rensselaer (F)
- 8. John Thompson (DR)
- 9. Thomas Sammons (F)
- 10. John Nicholson (DR)
- 11. Thomas R. Gold (F)
- 12. Erastus Root (DR)
- 13. Uri Tracy (DR)
- 14. Vincent Mathews (F)
- 15. Peter B. Porter (DR)

Ohio
- At-large. Jeremiah Morrow (DR)

Pennsylvania
I primi tre distretti ebbero tre rappresentanti, il quarto ne ebbe due.
- 1. William Anderson (DR)
- 1. John Porter (DR)
- 1. Benjamin Say (DR), fino al giugno 1809

     Adam Seybert (DR), dal 10 ottobre 1809
- 2. Robert Brown (DR)
- 2. William Milnor (F)
- 2. John Ross (DR)
- 3. Daniel Hiester (DR)
- 3. Robert Jenkins (F)
- 3. Matthias Richards (DR)
- 4. David Bard (DR)
- 4. Robert Whitehill (DR)
- 5. George Smith (DR)
- 6. William Crawford (DR)
- 7. John Rea (DR)
- 8. William Findley (DR)
- 9. John Smilie (DR)
- 10. Aaron Lyle (DR)
- 11. Samuel Smith (DR)

Rhode Island
- At-large. Richard Jackson, Jr. (F)
- At-large. Elisha R. Potter (F)

Tennessee
- At-large. John Rhea (DR)
- At-large. Robert Weakley (DR)
- At-large. Pleasant M. Miller (DR)

Vermont
- 1. Samuel Shaw (DR)
- 2. Jonathan H. Hubbard (F)
- 3. William Chamberlain (F)
- 4. Martin Chittenden (F)

Virginia
- 1. John G. Jackson (DR), fino al 28 settembre 1810

     William McKinley (DR), dal 21 dicembre 1810
- 2. James Stephenson (F)
- 3. John Smith (DR)
- 4. Jacob Swoope (F)
- 5. James Breckinridge (F)
- 6. Daniel Sheffey (F)
- 7. Joseph Lewis, Jr. (F)
- 8. Walter Jones (DR)
- 9. John Love (DR)
- 10. John Dawson (DR)
- 11. John Roane (DR)
- 12. Burwell Bassett (DR)
- 13. William A. Burwell (DR)
- 14. Matthew Clay (DR)
- 15. John Randolph (DR)
- 16. John W. Eppes (DR)
- 17. Thomas Gholson, Jr. (DR)
- 18. Peterson Goodwyn (DR)
- 19. Edwin Gray (DR)
- 20. Thomas Newton, Jr. (DR)
- 21. Wilson C. Nicholas (DR), fino al 27 novembre 1809

     David S. Garland (DR), dal 17 gennaio 1810
- 22. John Clopton (DR)

#### Membri non votanti
Territorio dell'Indiana
- Jonathan Jennings, dal 27 novembre 1809

Territorio del Mississippi
- George Poindexter

Territorio di Orleans
- Julien De Lallande Poydras

## Cambiamenti nella rappresentanza

### Senato
| Stato (classe)       | Membro precedente         | Ragione del cambiamento | Successore                  | Data della successione                |
| -------------------- | ------------------------- | --- | --------------------------- | ------------------------------------- |
| Ohio (3)             | Seggio vacante            | Edward Tiffin (DR) si era già dimesso prima della scadenza del precedente Congresso.                                                     | Stanley Griswold (DR)       | Nominato ad interim il 18 maggio 1809 |
| New Jersey (2)       | Aaron Kitchell (DR)       | Kitchell si è dimesso il 12 marzo 1809. Condit è stato prima nominato ad interim e poi si è confermato alle successive special election. | John Condit (DR)            | Insediato il 21 marzo 1809            |
| Tennessee (2)        | Daniel Smith (DR)         | Smith si è dimesso il 31 marzo 1809. Sono state indette nuove elezioni.                                                                  | Jenkin Whiteside (DR)       | Insediato l'11 aprile 1809            |
| Rhode Island (2)     | Francis Malbone (F)       | Malbone è deceduto il 4 giugno 1809. | Christopher G. Champlin (F) | Insediato il 26 giugno 1809           |
| Delaware (1)         | Samuel White (F)          | White è deceduto il 4 novembre 1809. | Outerbridge Horsey (F)      | Insediato il 12 gennaio 1810          |
| Georgia (3)          | John Milledge (DR)        | Milledge si è dimesso il 14 novembre 1809.                                                                                               | Charles Tait (DR)           | Insediato il 27 novembre 1809         |
| Ohio (3)             | Stanley Griswold (DR)     | L'incarico ad interim di Griswold è scaduto e non è riuscito a riconfermarsi nelle successive elezioni speciali.                         | Alexander Campbell (DR)     | Insediato l'11 dicembre 1809          |
| Kentucky (2)         | Buckner Thruston (DR)     | Thruston si è dimesso il 18 dicembre 1809 per assumere la carica di giudice nella corte distrettuale del District of Columbia.           | Henry Clay (DR)             | Insediato il 4 novembre 1810          |
| New Hampshire (3)    | Nahum Parker (DR)         | Parker si è dimesso il 1º giugno 1810.                                                                                                   | Charles Cutts (F)           | Insediato il 21 giugno 1810           |
| Connecticut (1)      | James Hillhouse (F)       | Hillhouse si è dimesso il 10 giugno 1810.                                                                                                | Samuel W. Dana (F)          | Insediato il 4 dicembre 1810          |
| Ohio (1)             | Return J. Meigs, Jr. (DR) | Meigs, Jr. si è dimesso attorno al 10 dicembre 1810 per assumere la carica di governatore dell'Ohio.                                     | Thomas Worthington (DR)     | Insediato il 15 dicembre 1810         |
| Carolina del Sud (2) | Thomas Sumter (DR)        | Sumter si è dimesso il 16 dicembre 1810.                                                                                                 | John Taylor (DR)            | Insediato il 31 dicembre 1810         |

### Camera dei rappresentanti
| Distretto               | Membro precedente       | Ragione del cambiamento                                                                                     | Successore               | Data della successione        |
| ----------------------- | ----------------------- | --- | ------------------------ | ----------------------------- |
| Territorio dell'Indiana | Seggio vacante          | Elezioni non tenute.                                                                                        | Jonathan Jennings        | Insediato il 27 novembre 1809 |
| 1° Pennsylvania         | Benjamin Say (DR)       | Say si è dimesso nel giugno 1809.                                                                           | Adam Seybert (DR)        | Insediato il 10 ottobre 1809  |
| 7° Massachusetts        | William Baylies (F)     | Baylies è stato dichiarato decaduto dalla carica il 28 giugno 1809 dopo una contestazione elettorale.       | Charles Turner, Jr. (DR) | 28 giugno 1809                |
| 21° Virginia            | Wilson C. Nicholas (DR) | Nicholas si è dimesso il 27 novembre 1809.                                                                  | David S. Garland (DR)    | Insediato il 17 gennaio 1810  |
| 7° Maryland             | John Brown (DR)         | Brown si è dimesso nel 1810.                                                                                | Robert Wright (DR)       | Insediato il 29 novembre 1810 |
| 10° Massachusetts       | Jabez Upham (F)         | Upham si è dimesso nel 1810.                                                                                | Joseph Allen (F)         | 8 ottobre 1810                |
| 2° New York             | William Denning (DR)    | Denning si è dimesso nel 1810.                                                                              | Samuel L. Mitchill (DR)  | 4 dicembre 1810               |
| 5° Kentucky             | Benjamin Howard (DR)    | Howard si è dimesso il 10 aprile 1810, dopo essere stato eletto governatore del Territorio della Louisiana. | William T. Barry (DR)    | Insediato l'8 agosto 1810     |
| At-large Connecticut    | Samuel W. Dana (F)      | Dana si è dimesso il 10 maggio 1810, dopo essere stato eletto senatore.                                     | Ebenezer Huntington (F)  | 11 ottobre 1810               |
| 4° Maryland             | Roger Nelson (DR)       | Nelson si è dimesso il 14 maggio 1810.                                                                      | Samuel Ringgold (DR)     | Insediato il 15 ottobre 1810  |
| 11° Massachusetts       | William Stedman (F)     | Stedman si è dimesso il 16 luglio 1810.                                                                     | Abijah Bigelow (F)       | 8 ottobre 1810                |
| At-large New Jersey     | James Cox (DR)          | Cox è deceduto il 12 settembre 1810.                                                                        | John A. Scudder (DR)     | Insediato il 31 ottobre 1810  |
| 1° Virginia             | John G. Jackson (DR)    | Jackson si è dimesso il 28 settembre 1810.                                                                  | William McKinley (DR)    | Insediato il 21 dicembre 1810 |
| 1° Carolina del Sud     | Robert Marion (DR)      | Marion si è dimesso il 4 dicembre 1810.                                                                     | Langdon Cheves (DR)      | Insediato il 31 dicembre 1810 |
| 4° Carolina del Sud     | John Taylor (DR)        | Taylor si è dimesso il 30 dicembre 1810 dopo aver ottenuto un seggio al Senato.                             | Seggio vacante           |                               |

## Comitati
Qui di seguito si elencano i singoli comitati e i presidenti di ognuno (se disponibili).

### Senato
- Audit and Control the Contingent Expenses of the Senate
- National University
- Whole

### Camera dei rappresentanti
- Accounts
- Arms Exports (select committee)
- Claims
- Commerce and Manifactures
- District of Columbia
- Elections
- Post Office and Post Roads
- Public Lands
- Revisal and Unfinished Business
- Rules (select committee)
- Standards of Official Conduct
- Ways and Means
- Whole

### Comitati bicamerali (Joint)
- Enrolled Bills